# Michel Wieviorka
Michel Wieviorka (París, 1946) és sociòleg, codirector del Collège d'Études Mondiales i director d'estudis a l'École des Hautes Études en Sciences Sociales de París, on va ser responsable del Centre d'Analyse et d'Intervention Sociologiques (CADIS) entre el 1993 i el 2009. És administrador de la Fondation Maison des Sciences de l'Homme, president de l'Associació Internacional de Sociologia, fundador i editor de la revista sociològica Le Monde des Debats i codirector de la revista científica Cahiers Internationaux de Sociologie. Deixeble d'Alain Touraine, s'ha centrat en les nocions de conflicte, terrorisme i violència, així com en l'estudi del racisme, els moviments socials i la pluriculturalitat. Entre les seves publicacions editades a l'Estat espanyol destaquen El espacio del racismo (Paidós Ibérica, 1992), Otro mundo... Discrepancias, sorpresas y derivas en la antimundialización (Fondo de Cultura Económica, 2009), El racismo: una introducción (Gedisa, 2009) i Una sociología para el siglo XXI (UOC, 2011). Actualment és una de les veus més il·lustres i mediàtiques del panorama intel·lectual francès i un dels científics socials més reputats del món.